# Weihwasserbecken (Montilly)
Das Weihwasserbecken in der Kirche St-Pierre in Montilly, einer französischen Gemeinde im Département Allier der Region Auvergne-Rhône-Alpes, wurde im 12. Jahrhundert geschaffen. Im Jahr 1918 wurde das romanische Weihwasserbecken als Monument historique in die Liste der denkmalgeschützten Objekte (Base Palissy) in Frankreich aufgenommen.
Das aus einem Steinblock gefertigte Weihwasserbecken ist mit rechteckiger Basis und der Säule, auf der das rechteckige Becken steht, 95 cm hoch. Das Becken in Form eines Kapitells ist mit heute beschädigten Palmetten geschmückt.